# Vladlen Tatarskij
Maksim Jurjevitj Fomin (russisk: Максим Юрьевич Фомин, født 25. april 1982, død 2. april 2023), bedst kendt under pseudonymet Vladlen Tatarskij (russisk: Владлен Татарский) var en russisk-ukrainsk militærblogger, dømt bankrøver og deltager i den russisk-ukrainske krig. Han var også aktiv som propagandist for Putin-regimet indtil han blev myrdet i Sankt Petersborg i 2023.

## Livsforløb
Tatarskij blev født i 1982 i Makijivka, Donetsk oblast, Ukrainske SSR. Han har senere haft ukrainsk og derefter russisk statsborgerskab. I 2011 blev han fængslet i Ukraine for bankrøveri. Da krigen i Donbass begyndte i 2014, flygtede han fra fængslet og sluttede sig til de militære styrker i den russisk-støttede Donetsk Folkerepublik. Ifølge Tatarskijs egne ord blev han fængslet igen, men blev til sidst benådet af republikkens leder, Aleksandr Zakhartjenko, og fik lov til at kæmpe mod den ukrainske hær. Han kæmpede i Vostok-bataljonen. Han begyndte herefte at blogge, antog pseudonymet Vladlen Tatarskij, og fra 2019 boede han i Moskva.

## Telegram-kanal
Tatarskij, der havde mere end 560.000 følgere på Telegram, tilhørte de såkaldte russiske militærbloggere, en gruppe hardline bloggere, der fuldt ud støtter den russiske invasion af Ukraine og kritiserer Vladimir Putin og russiske militærledere for at være for blødsødne. På et tidspunkt støttede han kraftigt angrebene på ukrainsk infrastruktur og motiverede dette med, at angrebene vil føre til flere døde ukrainere. Tatarskij omtalte almindeligvis Ukraine som en terroriststat. Et af hans famøse citater, optaget på video, var (med henvisning til Ukraine): "Vi vil besejre alle, vi vil dræbe alle, vi vil plyndre alle, som vi behøver. Alt vil blive som vi vil have det." Han blev sanktioneret af Ukraine; han fik forbud mod at rejse ind i Ukraine i ti år, og hans aktiver, hvis de blev fundet i Ukraine, blev konfiskeret.

## Død
Tatarsky blev dræbt ved en eksplosion 2. april 2023, mens han var vært for et arrangement på en café i Sankt Petersborg. Caféen, hvor det skete, var angiveligt ejet af Jevgenij Prigozjin.
Russiske propagandister, såsom Margarita Simonjan, Tina Kandelaki og Anton Krasovskij, gav Ukraine skylden for angrebet og opfordrede til gengældelse. Den populære ukrainske journalist Denys Kazanskyj mente, at den russiske føderale sikkerhedstjeneste (FSB) stod bag mordet.

## References
1. ↑  Navnet er anført på bokmål og stammer fra Wikidata hvor navnet endnu ikke findes på dansk.
2. ↑  Navnet er anført på svensk og stammer fra Wikidata hvor navnet endnu ikke findes på dansk.
3. ↑  Navnet er anført på engelsk og stammer fra Wikidata hvor navnet endnu ikke findes på dansk.
4. ↑  Wagner-chef tog afsked med dræbt russisk militærblogger, jyllands-posten.dk, 8. april 2023, hentet 10. januar 2023
5. 1 2  "Russian military blogger killed in explosion in St Petersburg, media report". Reuters. 2. april 2023. Arkiveret fra originalen 2023-04-02. Hentet 2023-04-02.
6. 1 2 3 4 5  Guliychuk, Dmitriy (2. april 2023). "Беглый зек, ставший "военкором": что известно о погибшем пропагандисте Владлене Татарском". TSN (russisk). Arkiveret fra originalen 2. april 2023. Hentet 2. april 2023.
7. 1 2 3  "'War blogger' Vladlen Tatarsky killed in explosion in a Petersburg cafe". Meduza. 2. april 2023. Hentet 2. april 2023.
8. 1 2  "Решения Украины равны ограничениям от ИГИЛ. Владлен Татарский — о введенных против него санкциях". 360 (russisk). 18. januar 2023. Arkiveret fra originalen 2. april 2023. Hentet 2. april 2023.
9. ↑  "Cafe explosion in St Petersburg kills military blogger". BBC News. 2023-04-02. Arkiveret fra originalen 2023-04-02. Hentet 2023-04-02.
10. ↑  "В кафе на Университетской набережной прогремел взрыв, сообщают очевидцы. Официальной информации пока нет. Наши корреспонденты уже на месте. Известно, что раньше кафе принадлежало Евгению Пригожину. Здесь в выходные собирается дискуссионный клуб «Кибер Z фронт»". Fontanka SPB Online (russisk). 2023-04-02. Arkiveret fra originalen 2023-04-02. Hentet 2023-04-02 – via Telegram.
11. ↑  "При взрыве в Петербурге погиб блогер Владлен Татарский, сообщил источник". RIA Novosti (russisk). 2023-04-02. Arkiveret fra originalen 2023-04-02. Hentet 2023-04-02.
12. ↑  x.com